# 정성룡
정성룡 (鄭成龍, 1985년 1월 4일 ~ )은 대한민국의 축구 선수로 현재 일본 J1리그 가와사키 프론탈레에서 골키퍼로 활약하고 있으며 2012년 하계 올림픽 동메달리스트이다.

## 유스 경력
광주초등학교에서 축구를 시작해 광주중학교와 서귀포중학교를 거쳐 서귀포고등학교를 졸업했다.

## 클럽 경력

### 포항 스틸러스
2003년 포항 스틸러스에 입단했으나, 3년 동안 1군 경기에 뛰지 못했다. 2006년 4월 22일 경남 FC와의 리그 원정경기(0:1, 포항 승)에서 데뷔했고 그 해 리그에서 15경기를 뛰며 경기 출전 횟수를 늘리기 시작하였다. 2007년 K리그 우승과 FA컵 준우승에 공헌하였다.

### 성남 일화
2008년 2월 상무에 입대한 김용대의 공백을 메울 대체자로 찬사를 받으며 성남 일화 천마로 이적하였다. 이후 팀의 2009 K리그 준우승에 기여했다. 시즌 막판 상무에서 김용대가 성남으로 복귀하여 잠시 동안 주전 경쟁을 벌였다. 2009년 11월 22일 인천 유나이티드와의 K리그 챔피언십에서는 연장 후반 14분 김용대가 김정우와 교체되어 들어왔고, 정성룡은 필드 플레이어로 뛰었다. 2010 시즌을 앞두고 김용대가 FC 서울로 이적함으로써 주전 자리를 지킬 수 있었다.

### 수원 삼성 블루윙즈
2011년 1월 28일 수원 삼성 블루윙즈가 정성룡의 이적을 공식 발표하였다.울산과의 플레이오프 경기에서 선방으로 울산의 득점을 저지했으나, 승부차기에서는 3골이나 내주며 승부차기에서 패배하였다. 그러나 그는 2012년 시즌 자신의 진가를 발휘하였다. 인천 유나이티드와의 경기에서는 안정적인 경기력으로 단 1골도 내주지 않았으며, 포항 스틸러스전에서는 방어율 0.269대를 기록하며 최소 실점을 기록함으로써 팀이 선두로 올라가는데 많은 역할을 하였다. 또한 그 역시 선수 생활 최초로 MVP를 수상하는 결과를 누리게 되었다.
2013 시즌 11월 10일 포항 스틸러스와의 경기에서 이명주의 로빙슛을 잡아내다가 손에서 튕겨 나오며 골문 안으로 빨려 들어가는 실책성 플레이를 연출하였고, 이 골이 빌미가 되어 2:1로 패배하여 국가대표에서 김승규에게 주전 자리를 위협받는 원인이 되었다.
2014 시즌에서는 지난 시즌의 부진을 씻겠다는 각오로 임하였고, 그 결과 예전의 기량을 되찾으며 34경기 출전 33실점, 평균 0.97실점을 기록하여 팀이 준우승을 차지하는 데 큰 기여를 하였다.

### 가와사키 프론탈레
2015년 8월 6일 4주 간의 기초군사훈련을 위해 훈련소에 입소하였다. 시즌 후 J리그 가와사키 프론탈레로 1년 계약을 체결하여 이적하였다. 정성룡은 산프레체 히로시마와의 경기에서 1-0, 클린시트로 경기를 끝내 성공적인 데뷔를 했다.
2017년 시즌을 앞두고, 팀의 부주장이 되었다. 또, 가와사키는 정성룡과 1년 재계약을 했다. 2017년 2월 22일, AFC 챔피언스리그에서 친정팀 수원 삼성을 만나 1-1 무승부를 기록한다.
2018시즌 J리그 베스트 골키퍼상을 수상했으며 본인(정성룡) 이후 양한빈 송범근 등  K리그에서 뛰다가 J리그 이적 후 2경기 이상 무실점 기록한 한국인 골키퍼는 있었지만 역대 J리그 190CM 이상 아시아인 정규 두자릿수 골 공격수 중 한국인은 없었는데 그나마 세 번째 구단인 포철에서 1993년 정규리그 최다골(10골)을 기록하여 전성기를 누렸으나 1994년 전지훈련에서 손목뼈가 부러지는 부상을 당하여 그 해  황선홍 라데에게 주전 자리를 빼앗겼지만 같은 해 9월 27일 가시마와의 친선경기 1차전에서 2골을 기록한 장신(191CM) 공격수 차상해가  포철의 자매구단이었던 가시마 히로시마에서 영입 제안을 받았으나  그 당시 에이전트 제도가 없었던 데다 선수가 해외 결정을 절대 할 수 없었던 시절이라 포철 구단 쪽에서 해외 팀 이적 불가 방침을 내린 것 외에도 히로시마가 유공과   자매결연을 맺은 터라 무산되기도 했다.

## 국가대표팀 경력

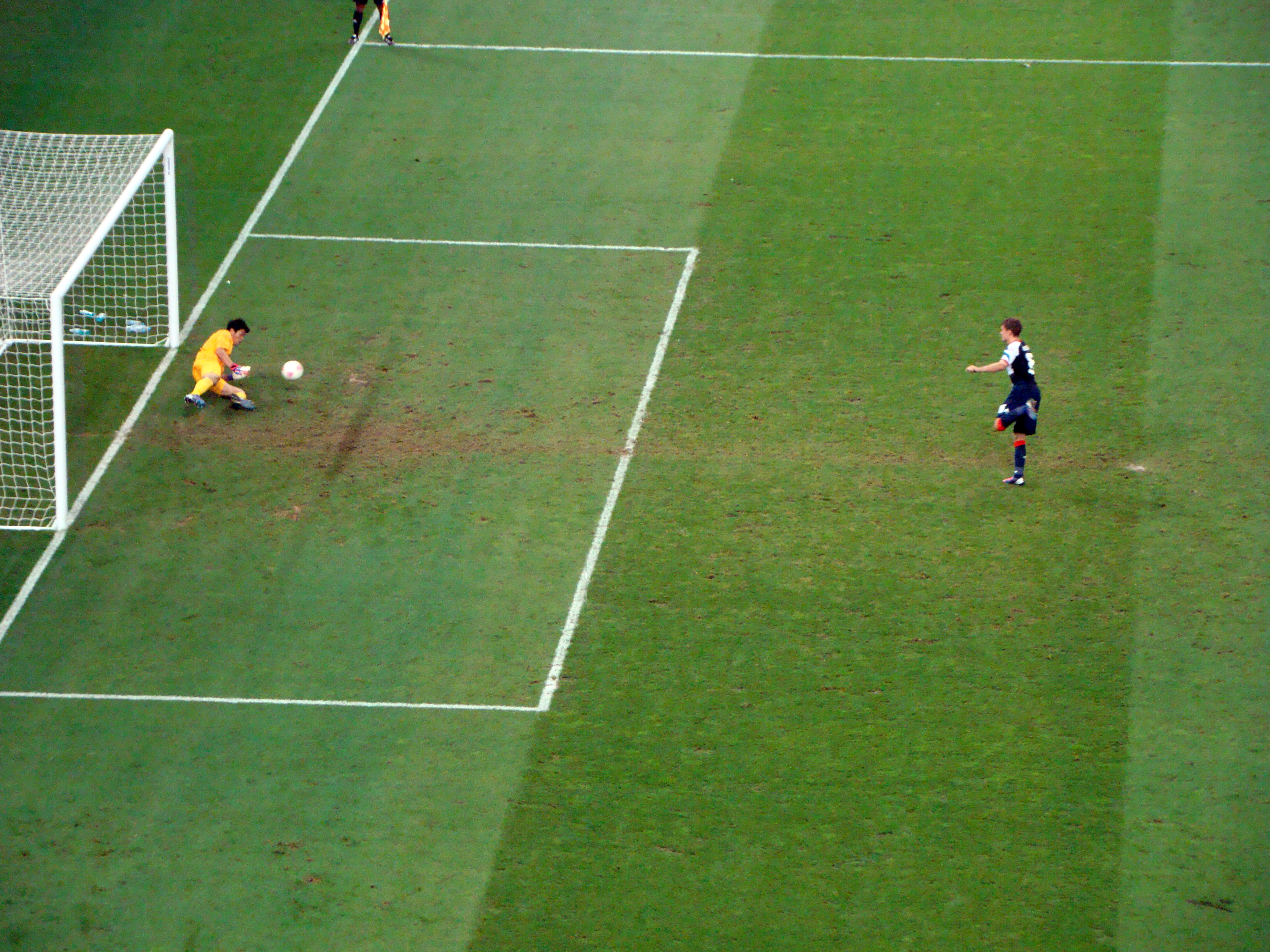
2012년 런던 올림픽 축구 8강전에서 대한민국과 영국과의 경기에서 2번째 페널티킥을 얻은 영국의 애런 램지의 슛을 막고 있다.

2007년 AFC 아시안컵 국가대표팀 최종 엔트리에 포함되었지만, 본선에서는 기용되지는 않았다.
2008년 1월 30일 서울월드컵경기장에서 열린 칠레와의 친선 경기 전반전을 마치고 김병지가 부상으로 빠지게 되자, 김병지와 교체되어 후반전에 나서며 A매치 데뷔전을 치렀다.
2007년 AFC 아시안컵 시즌 중 음주 파문을 일으켰던 이운재가 1년 동안 국가대표 자격정지 처분을 받음에 따라 다시 기회를 받게 되어 김영광, 김용대와 주전 골키퍼 경쟁을 벌였지만, 징계가 끝난 이후 이운재가 복귀하여 다시 벤치에 머물러야 했다.
2008년 7월 27일, 수원에서 열린 코트디부아르와의 U-23 대표팀 친선 경기에서 전반 40분 골킥으로 역대 대한민국 공식 국제 경기 사상 최장거리 골(85m)을 기록하여, 역대 대한민국 공식 국제경기에서 골을 넣은 최초의 골키퍼가 되었다.
2010년 FIFA 월드컵에서는 이운재를 벤치로 밀어내고 주전으로 출장하였다. 조별 리그 및 16강전 총 4경기에 선발로 풀타임 출전하여 8골을 실점하였다. 하지만, 많은 선방을 보여 주며 이케르 카시야스가 1위에 오르기까지는 잠시 골키퍼 순위 1위를 차지하기도 하였다. 16강 우루과이전에서의 판단미스로 인한 첫 번째 골의 헌납, 순발력과 판단력에 아쉬움을 보여주었다. 월드컵이 끝난 후 이운재가 태극 마크를 반납했고, 조광래 감독 체제에서 붙박이 국가대표 주전 골키퍼로 등극하였다. 2011년 AFC 아시안컵에서 좋은 활약을 보여 주어 팀을 3위에 올려놓았다. 하지만 조광래 감독이 레바논전의 부진으로 전격 경질되자, 새로 부임한 최강희 감독 체제에서 처음 열린 우즈베키스탄과의 평가전에서는 김영광에게 주전 자리를 내줘야 했다. 하지만 2014년 FIFA 월드컵 아시아 지역 3차 예선인 쿠웨이트전에서는 몇차례 괜찮은 선방을 보여주었고 이것을 기반으로 팀은 이동국과 이근호의 연속골에 힘입어 2:0으로 승리하였다.
2012년 6월 대한민국 올림픽 대표팀의 2012년 하계 올림픽 최종 명단에 와일드 카드로 이름을 올렸다. 8강 영국전 전반전에서는 에런 램지에게 페널티킥을 2연속 상대하였다. 그 날 후반전에서 리처즈와 충돌하여 부상을 당해 이범영으로 교체되었다. 그로 인하여 4강 브라질전에는 결장하였다. 그러나 동메달 결정전인 일본전에 출전하여 동메달 획득과 동시에 병역특례를 받았다.
2013년 11월 19일 아랍에미레이트 두바이 자빌 스타디움에서 열린 러시아와의 친선경기에서 골키퍼로써 치명적인 실수를 범하여 한국이 패하는데 기여하였다. 러시아와 국내 언론의 질타를 받았다. 러시아 언론 스포르트 익스프레스는 정성룡에게 가장 낮은 평점 5점을 부여했다. 스포르트 익스프레스는 "한국 골키퍼 정성룡의 잘못된 위치 선정 덕분에 러시아가 쉽게 골을 넣었다"라고 혹평했다.
2014년 FIFA 월드컵에서도 최종 엔트리로 선발되어 출전했다. 그러나 포르투알레그리에서 열린 H조 2차전인 알제리전에서 기대 이하의 경기력을 보여주며 4점을 허용하는 실책을 범했고, 결국 상파울루에서 열린 3차전 벨기에전에서는 세컨드 골키퍼 김승규가 나서게 되면서 결장했다.
2014년 12월 22일 발표된 2015 AFC 아시안컵 최종 명단에 포함되었다. 그러나 그는 한번도 이번 아시안컵 경기에 출전하지 못했으며 김진현이 주전 자리를 꿰찼다. 또한 쿠웨이트와의 조별 예선 경기에서도 김승규에 밀려 출전하지 않았다.
그러나 2015년 10월 13일 자메이카와의 홈 평가전에서 선발출전하였다. 오프사이드에도 불구하고 공을 쳐내는 집중력을 보여주었지만, 불안한 경기력은 감추지 못하였다. 그래도 무실점으로 막아내 3-0 승리를 하였다.
그리고 2016년 6월에 하는 스페인, 체코와의 유럽원정 평가전 명단에 김진현과 함께 이름을 올렸고 스페인전에서 김진현이 선발출전하였지만 김진현이 6실점을 하여 1-6 대패하자 체코전에 선발출전 하였다. 전반전에는 무실점으로 막아냈으나, 후반 1분에 굴절된 중거리 슛에 실점하였다. 그러나 체코의 실점 위험한 슈팅을 두 번이나 막아내면서 2-1 승리로 2016년 6월 유럽 원정 평가전 중 한 경기를 승리로 이끌었다.

## 출신 학교
- 광주초등학교 졸업 (1991~1997)
- 서귀포중학교 졸업 (1997~2000)
- 서귀포고등학교 졸업 (2000~2003)
- 호남대학교
- 성균관대학교 대학원

## 수상
포항 스틸러스
- K리그 : 우승 (2007)
- FA컵 : 준우승 (2007)

 성남 일화 천마
- K리그 : 준우승 (2009)
- AFC 챔피언스리그 : 우승 (2010)

 수원 삼성 블루윙즈
- K리그 클래식 : 준우승 (2014, 2015)

 가와사키 프론탈레
- J1리그 : 우승 (2017, 2018, 2020, 2021)
- 천황배 JFA 전일본 축구선수권대회 : 우승 (2020)
- J리그컵 : 우승 (2019)
- 후지 제록스 슈퍼컵 : 우승 (2019, 2021)

 대한민국
- 올림픽 축구 : 동메달 (2012)
- 동아시아 축구 선수권 대회 : 우승 (2008)
- AFC 아시안컵 : 준우승 (2015), 3위 (2007,2011)

개인
- AFC 아시안컵 베스트 팀 : 2011
- J리그 베스트 11 : 2018, 2020

## 기타
2008년 12월, 미스코리아 출신 임미정과 결혼하여 2남 2녀를 두었다.